# 10G busz (Székesfehérvár)
A székesfehérvári 10G busz Autóbusz-állomás és Rádiótelep között közlekedik egy irányban, tanítási napokon, a 10-es gyorsjárataként. A város legritkábban közlekedő autóbuszvonala, naponta 1 járat közlekedik, egy irányban.

## Útvonala
| Rádiótelep felé                                                                 | Rádiótelep felé |
| ------------------------------------------------------------------------------- | --------------- |
| Autóbusz-állomás vá. – Piac tér – Vörösmarty tér – Balatoni út – Rádiótelep vá. |                 |

## Megállók
| 0  | Autóbusz-állomás végállomás | 10, 11, 11A, 12, 12A, 12Y, 13G, 14, 14G, 15, 15Y, 26, 26A, 26C, 26G, 36, 37, 38, 40, 41, 43, 44, 912 707, 718, 747, 748, 749, 750, 751, 757, 758, 759, 8000, 8001, 8002, 8010, 8011, 8013, 8030, 8032, 8033, 8035, 8037, 8039, 8040, 8046, 8047, 8048, 8049, 8050, 8055, 8060, 8062, 8065, 8066, 8067, 8068, 8069, 8070, 8078, 8080, 8086, 8090, 8092, 8093, 8095, 8096, 8097, 8098, 8099 1172, 1173, 1174, 1204, 1205, 1215, 1229, 1507, 1510, 1512, 1529, 1563, 1706, 1707, 1734, 1758, 1803, 1808, 1809, 1822, 1823, 1824, 1826, 1840, 1841, 1842, 1843, 1844, 1845, 1853 | Autóbusz-állomás, Alba Plaza, Belváros |
| 4  | Jancsár utca                | 10, 20, 22, 23, 23E, 24, 25, 26, 26A | Jancsár hotel, ALDI, Lidl, Spar        |
| 10 | Rádiótelep végállomás       | 10, 40, 41 |                                        |